# 慰安所
慰安所（いあんじょ）とは、旧日本軍が公認した売春宿のこと。太平洋戦争の終結後は、進駐軍やソ連軍のために設置された。戦時中炭鉱や鉱山に設置された売春宿や、日本軍以外の軍用売春宿についても用いられる。

## 概略

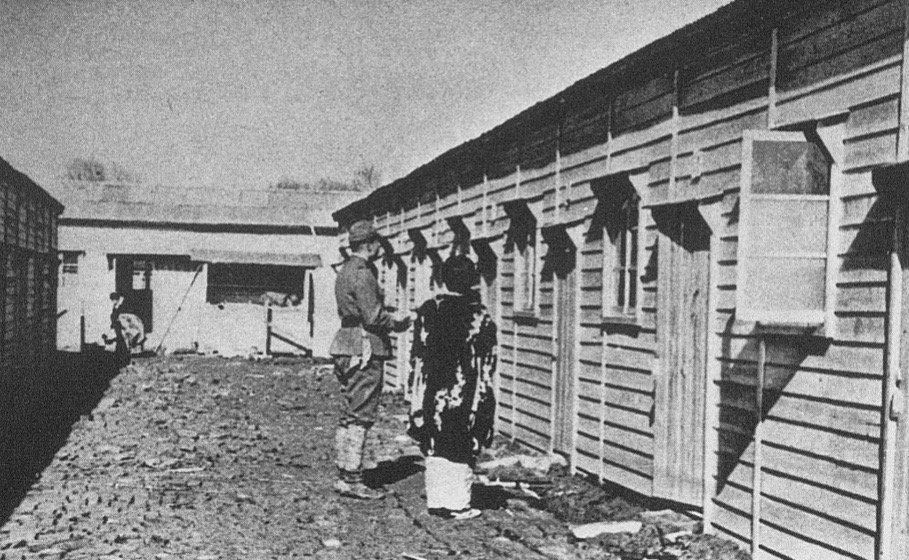
日本軍が中国大陸に設置した慰安所（1938年2月7日撮影）

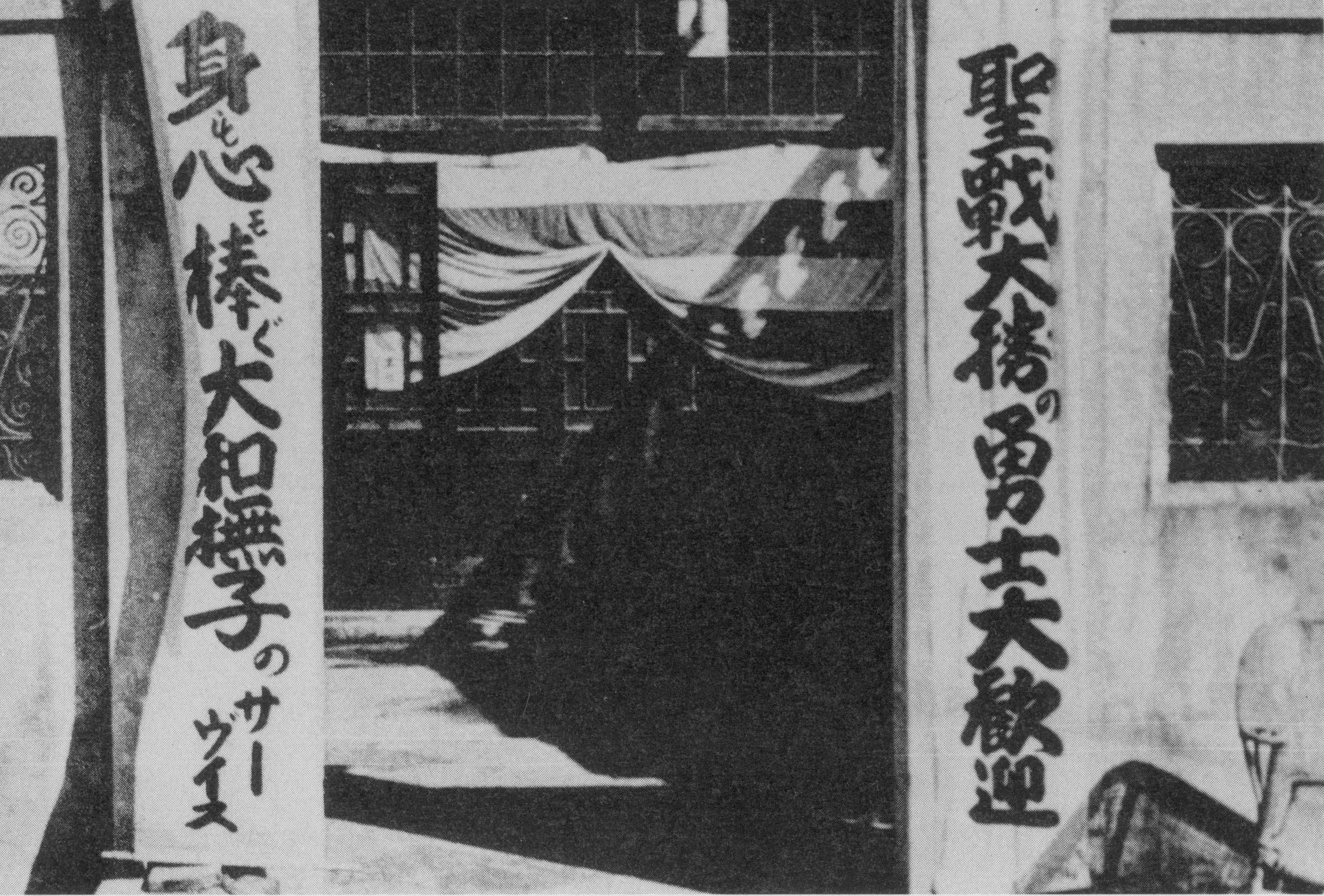
上海市郊外の江湾鎮の慰安所。「聖戦大勝の勇士大歓迎」「身も心も捧ぐ大和撫子のサーヴイス」と書かれている。

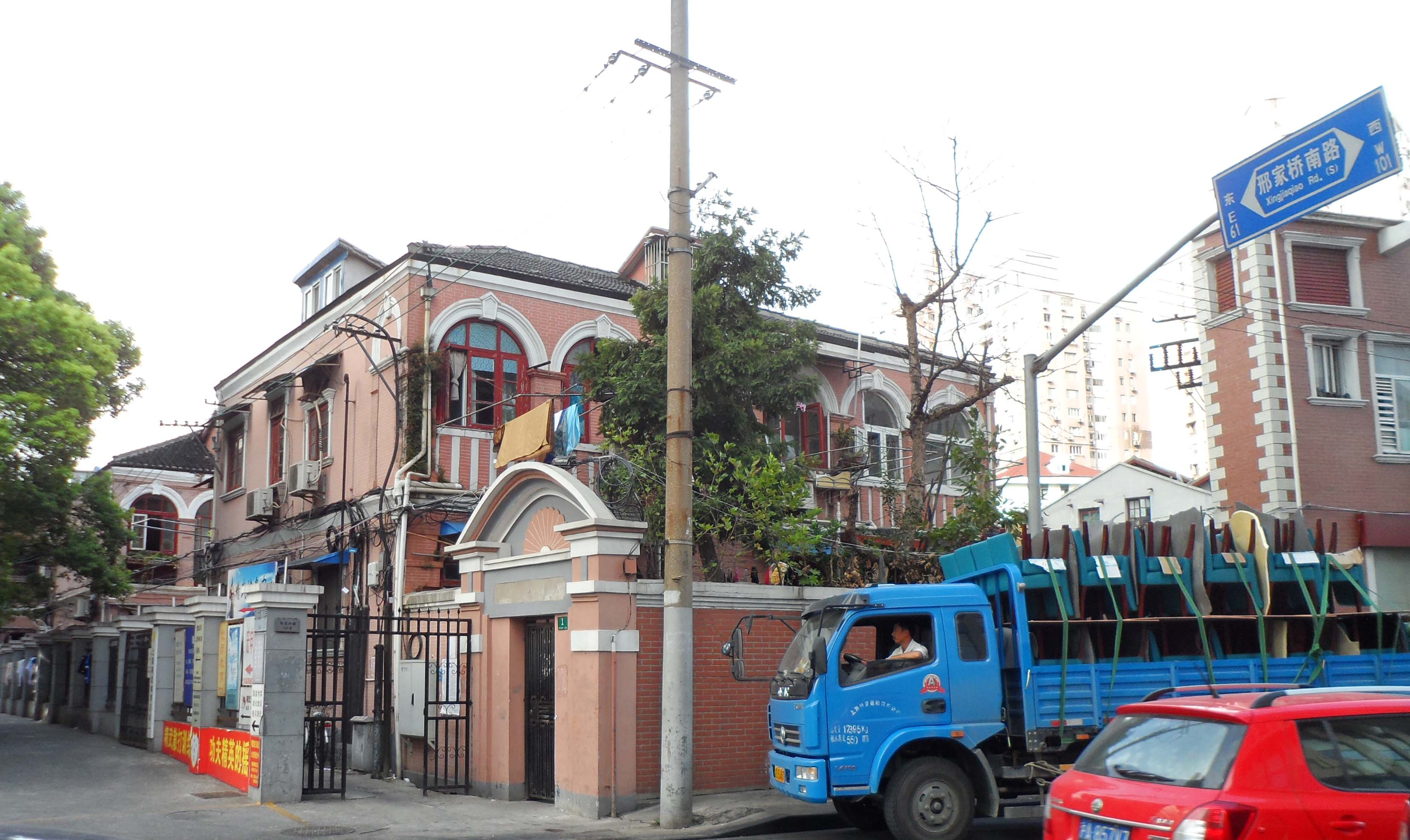
上海の日本軍慰安所であった建物

「慰安所」とは、例えば、1920年代に当時の衆議院議長が、国立公園について「（京阪神大都市）数百万の市民の慰安所」などと述べたように、本来は「憩いの場」を意味する日本語の表現であるが、戦時中（日中戦争-太平洋戦争）から日本軍の公式売春宿（軍用売春宿）を指す言葉として使われるようになった。
もともと日本軍には、各国の軍隊同様、食堂や遊技場、劇場といった将兵に慰安を供する為の「慰安施設（福利厚生施設）」があったが、こうした慰安施設の一つとして、上海事変の頃から、公式の売春宿が置かれるようになり、これが慰安所と呼ばれるようになった。よって「特殊慰安施設」という呼ばれ方もされた:22。慰安所という呼び名は、正式なものではなく、実際には様々な名称で呼ばれていた（後述）。
日本軍にいわゆる慰安所が初めて設置されたのは、1932年の上海事変の時だったとされる。最初に海軍が設置し、陸軍でもこれに倣い、上海派遣軍参謀副長の岡村寧次が、長崎県から女性を呼び慰安所を開設した。
慰安所は、日本軍の酒保の延長として存在した。1937年に改定された野戦酒保規程に「必要ナル慰安施設ヲナスコトヲ得」という下りがあり、これが慰安所設置の法令根拠とされる。慰安所の開設は軍の要請により、軍人の住民に対する不法行為、性病の防止、防諜の必要性などから設置された。
軍事史家の藤田昌雄によれば、軍が直接慰安所を設置するケースは稀で、部隊出入りの御用商人に依頼して開設することが殆どだったという。あるいは、現地にあった遊興施設を軍が借り上げ、軍の指導の下で指定業者が経営した。
将兵は軍政に部隊責任者が届け出た日に時間を割り当てられ、軍兵站部を通じて軍政から支給された花券で利用した。
戦地では、指定業者以外の売春宿や私娼の利用は、防諜と衛生面の見地から厳禁とされた。
最近では、日本以外の国が公認あるいは黙認した軍用売春宿も慰安所と呼ばれる:210:1。ただし、日本以外では単に（軍用）売春宿と呼ぶか独自の俗称で呼ばれており、「慰安所」とは、あくまでも日本独自の呼び方である。日本から独立した韓国では、「慰安所」や「慰安婦」の呼称が引き続き用いられた。（日本以外の国の実例については、「軍用売春宿」を参照）
第二次大戦後の日本において、米軍を中心とした進駐軍の為に設置された売春宿も、慰安所と呼ばれる（詳細は「特殊慰安施設協会」を参照）。
戦時中に炭鉱や鉱山で働いていた朝鮮人労務者や中国人労務者の為に企業が設置した売春宿を「（産業）慰安所」と呼ぶこともある:40-47。

## 名称
1932年に初めて作られた陸軍公認の売春施設の名称は、「軍娯楽所」だった。
慰安所の他に「軍人倶楽部」という呼び方もあった。
外務省の公電などには「軍慰安所」と書かれているものもある。「特殊慰安所」や「特殊慰安施設（慰安所）」:22と記載されている資料もある。商事会社の漢口（現・武漢）支店に勤務していた小野田寛郎は、1939年に漢口の日華区で「漢口特殊慰安所」という看板を掲げた慰安所を目撃している:143。
軍人には「ピー屋」とも呼ばれた。ピーとは、英語のprostitute（売春婦）の略、あるいは中国語で女陰を表す言葉などと言われている:68:178。
当時の慰安所の管理人の日記を分析した崔吉城によれば、関係者の間の会話では、〇〇楼や〇〇倶楽部などという固有名が主に使われていたという:162

## 歴史

### 前史・軍と遊郭
日本には、1930年代に戦地に登場する「慰安所」とは異なるが、実態としてはそれに近いものが、それ以前から存在していた。
西洋式に近代化した日本では、西洋型の公娼制度を取り入れつつ、陸軍の衛戍地や海軍の軍港の近くに遊郭が作られ、日清、日露戦争を通じ両者は不可分な存在となって行った。軍隊を誘致すればインフラや地域経済の活性化が期待できたので、日本各地で師団や歩兵連隊の誘致合戦が繰り広げられ、同時に、商機や税収を狙い、軍隊を当て込んだ公娼設置運動が展開された。こうした遊郭は、軍隊ではなく、地方自治体と警察の監督下にあった（「娼妓取締規則」）。
日本統治下の朝鮮や台湾にも公娼制度が導入され、港湾や日本軍の駐屯地の近くに遊郭が新設され、需要を当て込んだ売春業者や売春婦が、内地から朝鮮半島へ渡って行った。当初こうした遊郭で働く女性の多くは日本人だったが、やがて朝鮮人女性の数も増加した:1-27。こうした遊郭や娼婦は、厳密には「慰安所」や「慰安婦」とは別物だが、軍都として建設された都市（龍山、鎮海など）の遊郭は、慰安所的な性格を帯びていたと語る研究者もいる。これらの遊郭の一部は、第二次大戦後、米軍の「基地村」となった:103。
戦時中は、こうした国内（朝鮮半島・台湾を含む）の遊郭の関係者が、慰安所の経営者などとして戦地へ赴いた。国内の売春宿が、戦地に支店（慰安所）を出すケースもあった。
中島遊郭（北海道旭川市永山）
中島遊郭は、1899年から始まった陸軍第7師団の建設工事にたずさわった労働者を対象に誕生した。反対運動もあったが、最終的に開設が認められたのは、陸軍の意向が決め手になったとも言われる:34。
土浦二業地（茨城県土浦市桜町）
土浦は、1920年に霞ヶ浦海軍航空隊が設置されて劇的に発展。一時は、7000名を数えた航空隊の隊員も利用した土浦二業地には、貸座敷（女郎屋）が43軒、180人から190人の娼妓がいた:58。

### 「慰安所」の誕生
1930年頃、日本は公娼制度を維持していたが、中華民国は上海租界の公娼廃止に向かっていて、租界の中で日本領事館は表向きは料理店における“酌婦”という名目で公娼制度を維持していた。1932年の上海事変の際に駐屯する日本軍が増えたため、海軍によって、貸座敷（売春施設）を軍専用とする形で設置された「海軍慰安所」というものが慰安所の始まりと言われ、陸軍もこれを参考にしたと言われている。
1932年、第一次上海事変が起きる。上海事変から南京攻略を終えた1937年末までに、日本兵による強姦が頻発したため、その防止に向け慰安所が設置されたといわれる。この時期は民間の経営による民間客と兼用の慰安所・風俗売春店が多く、長崎の女性達がだまされ帰りの旅費がないためにそのまま就業したという事件も起きている。

### 本格的設置の始まり
1938年、慰安所の数が増え、管理体制が決められ、それまで個々の軍がやっていたことを兵站の一部として設定される。
このときの慰安婦の募集では、地方警察に無連絡であり、日本国内法の常識から大きくはずれる点が多く、誘拐と疑わしいトラブルが、警察との間に生じた。日本では公娼が廃止の方向に向かっていたこと、「からゆき」といわれる主に南方の海外娼婦を廃止させた（1920年）政策も背景と見られている。
1938年2月に内務省警保局から地方にあてた「支那渡航婦女の取扱に関する件」と題する通達では、海外渡航の売春関係の女性が増えていること、その中には、軍が了解していると言って回る者が頻発しつつあるとし、取り締まりの基準として、成人以上で親族・本人の同意を直接確認するなどし、社会問題が起きないよう広告を禁じている。これを受けた3月には、陸軍省から華中派遣軍に対して、業者による募集が誘拐に類するものなどが少なくないなどの懸念を通知し、軍の威信保持、ならびに社会問題上遺漏なきようにとの指示が出されている。
1937年までは、風俗関係の取り締まりが地方領事館によって一定でなかった。当時の上海などでは取り締まりの厳格さのために新規営業を認めない方針であったが、1938年以降、日本軍占領地域での犯罪の防止と治安維持のために、民間業者による軍人専用の「特殊慰安所」の設置が始まり、多くの施設が作られた。
1941年の太平洋戦争開始に伴い慰安所は太平洋地域へも拡大したと考えられている。
慰安所は1942年9月3日の陸軍省人事局恩賞課長の報告「金原日誌」によれば400箇所が設営された（地域別の内訳は北支100、中支140、南支40、南方100、南海（南西太平洋）10、樺太10）。しかしこの報告書で言及された施設のすべてが慰安所であったかどうかは不明であり、新設計画を含めたものかどうかも不明である。秦郁彦は、陸軍の慰安婦関係は1942年の4月から人事局恩賞課が担当したが、1942年夏に要望があったがうまく派遣を実行できず、業者が部隊と連絡して行なったという。資料の「金原日誌」9月3日には将校以下の慰安施設として数字があるだけであると指摘している。

## 慰安所の設置理由
日本政府の調査によれば、慰安所の設置理由は以下の通り:2。
1. 日本軍人による占領地住民に対する強姦等の不法行為の防止
2. 性病等による兵力の低下の防止
3. 防諜の必要性

### 強姦の抑止
慰安所の設置にあたっては強姦対策もあったが、強姦罪は跡を絶たなかったともいわれる。その一方で、日本軍の占領を経験したリー・クアンユーは、日本軍のシンガポール占領時にはレイプは殆ど発生せず、起きたレイプ事件の大半は郊外での出来事で、これは「慰安所の存在でその説明がつくと思う」と回顧録に書いている:40。
1937年12月の南京戦の後、南京市内の安全区（難民区）の設置に関わり、安全区内の金陵女子文理学院に逃れて来た女性避難民の保護にあたったミニー・ヴォートリンの12月24日の日記には、日本軍の某師団の高級軍事顧問の訪問を受け、避難民1万人の中から売春婦100人を選別させてもらいたいという要求に対して、以後女性を連行しないことを条件に選別を許し、日本軍が21名を連れて行ったこと、日本軍側は、兵士が利用するための正規の慰安所を開設すれば強姦被害が減ると考えている、と説明したことが記されている。
1937年10月6日、当時の中国には紅槍会という地方農民の自衛団があり「特に強姦に対しては各地の住民一斉に立ち死を持って報復せるを常しあり」と、各方面軍から通達が回っている。
武藤章が東京裁判に先立って国際検察局の尋問に語ったところによれば、シベリア出兵時より日本兵による強姦・掠奪などが横行し始めたとされる。

### 性病の防止
将兵の公衆衛生上の安全確保。民間の売春宿を利用して性病が蔓延する事を恐れたため。
太平洋戦争期の全ての戦地（満州を除く）での性病の罹患率は、100万以上の陸軍兵士・軍属に対し年間約1.2万人で、終戦時の連合軍の調査では南西太平洋地域では日本軍の罹患率はきわめて低いとしている。

## 慰安所の種類
吉見義明は、日本軍人が利用した慰安所を以下の1から4のタイプに分類している。秦郁彦は、吉見の分類をほぼ妥当とした上で、これに5のタイプを付け加えた。吉見によれば、1と2が純粋の「軍慰安所」である。
1. 軍直営の慰安所
2. 軍が監督・統制する軍専用の慰安所（特定の部隊専属のものと、軍が指定したものとに分けられる）
3. 一定期間軍が兵員用に指定した民間の売春宿（民間人も利用）
4. 純粋に民間の売春宿
5. 料理屋、カフェ、バーなど売春を兼業した施設

陸軍の慰安所は、部隊と共に行動する部隊専属型と駐屯地（都市）で営業する遊郭型の二種類に大別することも出来る:59。
慰安所の設置が認められていない小部隊に、慰安婦が巡回して営業するというシステムをとった地域もあった。
こうした事情もあり、例外ながら、末端の部隊が勝手に作った慰安所も存在した。サンフランシスコ州立大学のサラ・ソーは、戦争末期のフィリピンの最前線で兵士らが独自に設置したこうした慰安所は、軍の規程にも沿っておらず、日本人や朝鮮人がマニラで経営していた（公式の）慰安所とは別物だったと述べている。こうした無許可の慰安所は、拉致や強姦と無縁ではなかったとされる。

## 設置場所
設置地域は沖縄・中国・フィリピン・インドネシヤ・マラヤ（現在のマレーシア）・タイ・ビルマ（現在のミャンマー）・ニューギニア・香港・マカオ・仏領インドシナ。

### インドネシア（オランダ領インド地方）
インドネシアには、40以上の慰安所が存在したと見られている:23。ジャワ島では、第16軍の方針に反し、一部軍人がオランダ人女性を本人の意に反して慰安所に送り込むというスマラン事件が起きた。

### 中国
上海師範大学「中国慰安婦問題研究中心」所長の蘇智良は2005年6月に『上海日軍慰安所実録』を刊行し、上海市内には慰安所が149ヵ所あり、最初に「大一沙龍（サロン）」が設置されたとしている。

#### 漢口
漢口特殊慰安所の著者である長沢健一によると、漢口に於いては朝鮮人のキャンプフォロワー、一般客用の売春宿の売春婦、日本の遊郭の代理人の募集に応じた売春婦を集めて特殊慰安所とした。

### ビルマ
中部のマンダレーから北部前線のミッチーナーまでの鉄道沿線の日本軍駐屯地の殆どに、慰安所が存在した。和田春樹は、ビルマにおける慰安所の数を、50超と見積もっている:23。

#### マンダレー
1943年の時点で4軒の慰安所が存在した。1945年には、軍指定慰安所が5軒、準指定が4軒に増えた。準指定慰安所の一軒は、ビルマ人兵補専用だった:23。

#### メイミョー
米軍の資料によると、8軒の慰安所が存在したと見られる:23。

#### ミッチーナー
同じく米軍の資料によれば、3軒の慰安所が存在した:23。

## 経営者
慰安所の多くは、軍の管理の下、請負契約の形で民間人が経営した。
戦地では、軍の周りに業者が女性を連れて集まり、軍の許可を取り付けて営業した。あるいは、軍が協力を要請し業者を日本から呼び寄せた。
ソウル大学の安秉直名誉教授は、経営者の半数は朝鮮人だったとしている。朝鮮人は台湾人と共に、当時の邦人（日本人）の一部を構成しており、朝鮮人の他に台湾人の経営者もいた。
経営者は邦人（内地人・朝鮮人・台湾人）に限るとする内部規程も残されているが（馬来軍政監部の規程）、日中が戦争中であったにもかかわらず、中国人が経営する慰安所も存在した:147。フィリピンやインドネシアにも、現地人が経営する慰安所が存在した。
売春業以外から慰安所ビジネスに参入する者もいた。元軍医の長沢健一は、多くの慰安所が軒を並べた中国の漢口では、日本から遊郭の関係者が集まって来たが、朝鮮の業者はすべて未経験者（一旗組）だったと述べている。『日本軍慰安所管理人の日記』（後述、以下『管理人の日記』）には、日本軍の駐屯地の周囲で商売を営む民間人が、慰安所業に新規参入したり、慰安所を他人に売却する様子が記されている:62。
ある通信社の特派員は、日本軍の占領地（中国）で荒稼ぎを目論む業者を「ハイエナの群れ」と評し、長沢健一によれば、海千山千の業者の中には慰安所の管理を担当する軍人を脅す者もいた。その一方、崔吉城は、『管理人の日記』の著者は、慰安所を一般の売春宿とは同一視せず自分の仕事を公務と意識していたとし、これが慰安所の経営者や管理人の一般的な態度ではなかったかとしている:124。
小野田寛郎に主計将校だった兄が語ったところでは、漢口に駐屯していた33万人の日本軍人の金銭出納帳を調べると1/3が慰安所への支出であり、莫大な金額になったという。小野田は自分の体験と合わせ、業者と慰安婦が軍の弱みにつけ込み高利を得ていたのが実態だったと振り返っている:146,148。戦後、九州の遊郭の関係者も西野瑠美子のインタビューに、慰安所の経営者になった者は大いに儲けたと語っている:36。『管理人の日記』にも、慰安所の帳場人として無一文で朝鮮からやって来て、数百万円を扱う貿易商になった人物が登場する:126。
慰安所の経営権は民間で売買が可能で、慰安所経営者の組合があった:122,123:150。

### 慰安所管理人の日記
ビルマやシンガポールで日本軍の慰安所の管理人（帳場人）を務めた朝鮮人が残した日記。2000年頃、韓国の古書店で発見され、2013年に安秉直ソウル大学名誉教授らによって、一般に公開された。
朝鮮人は当時、日本軍の占領地で食堂や写真館、製油工場などと共に慰安所を経営しており:145、崔吉城は、こうした人々にとって慰安所経営は事業であり、戦地における数ある職種の一つに過ぎなかったと述べている:126,147

### 組合
慰安所には組合があり、組合事務所があった。選挙で選ばれた役員の下で、防空当番や常会など様々な組合活動が行われていた。
漢口では、内地人の組合長と朝鮮人の副組合長を中心に組合が結成され、軍は組合を通じて慰安所を監督した。漢口の組合事務所には、診療所や病室が併設されていた。
シンガポールでは、慰安婦も一人2円の組合費を納めていた（経営者=30円）:149。後述する「管理人の日記」の著者は、担当の憲兵が転勤の際、組合事務所に挨拶に訪れたと記している。

### 軍直営の慰安所
軍直営の慰安所もあったが、秦郁彦は、直営は過渡的存在で1938年中にほぼ姿を消したとしている。
後に僻地の末端部隊で直営が一部復活するものの、秦によれば、その場合も業者が介在することが多かった。林博史も、太平洋諸島の小さな島や町には、駐屯部隊が地元民を採用して直営するケースも多々あったとしている:126。終戦直後のセレベス民生部の調査によれば、インドネシアのスラウェシ島では、一般邦人や現地人の経営者に交じり、陸軍中佐や海軍大尉が責任者を務めた「部隊に於いて経営」する慰安所があったが、「糧食、衣服、寝具、食器類、水道料・・・一切部隊の負担」「給養は一切軍隊と同様」であったと報告されている:373,374。

## 従業員
慰安所には、経営者や慰安婦の他、帳場を預かる帳場人（管理人）や雑務を行う使用人、料理人が働いていた。
経営者は、他の事業を兼業している場合もあり、帳場には管理人がいた。自身も慰安婦として働いた経験があった城田すず子も、沖縄出身の実業家に頼まれ、パラオで慰安所の帳場人として慰安婦らの面倒を見ていた:60-61。『管理人の日記』の著者は、経営者になる事を願いつつ、知人の慰安所の管理人として働き終戦を迎えた。
海南島のある慰安所では、男性が支配人をしていたが、店主（楼主）は、台湾人の20歳前の娘で、彼女の母親がスポンサーだった。店には、事務員兼慰安婦の世話役の女性がいた:76-78。
宋神道や文玉珠といった元慰安婦の証言にも、こうした管理人や使用人、料理人が登場する:137:74。

### 慰安婦
日本（大日本帝国）から日本人や台湾人、朝鮮人（当時は日本国籍）が慰安婦として戦地に赴いた他、現地で採用されたインドネシア人やフィリピン人、中国人など様々な出自の慰安婦が存在した。

### 慰安所での生活
治安が安定した都市部で営業した慰安所（駐屯地型）もあれば、ゲリラが出没する地域に設置された慰安所もあった。戦況も変化し、慰安所における生活は、様々な要素が絡んで千差万別だったと、秦郁彦は述べている。

## 利用料金
- 1939年頃、陸軍主計将校として陸軍経理学校で慰安所開設のマニュアル作成に関わっていた鹿内信隆によると、階級ごとに使用時間と料金が決められていた[101]。金子安次によると慰安料金は1円50銭くらい（当時の一等兵の月給は8円80銭くらい）だったとしている[102]。
- 李榮薫によれば、日本軍相手の慰安婦の利用料金は兵士と将校には区別があったが、兵士はおおむね1円から2円であった[103]。当時の兵士の月給は7円から10円であった[104]。売上金はおおむね慰安婦と業者間で折半されたが、業者に負った前借金が多すぎたり、悪徳業者に出会った場合は、首尾よく金を稼ぐことができない場合もあったとしている[104]。
- 日本人戦争捕虜尋問レポート No.49によれば中部ビルマにおける朝鮮人慰安婦のケースで平均的な料金体系は、兵士が1円50銭、下士官は3円、将校は5円、将校は20円で宿泊も可能だった。当レポートによれば、慰安婦の月給は平均で1500円であったという[105]。が後に1500円〜300円と慰安所の楼主は証言しているのでATISの調査報告書No.120 (1945-11-15)。
- フィリピンのマニラの慰安所を利用した日本兵捕虜に対する連合軍の尋問記録によると、慰安婦は通常、スペイン人とフィリピン人の混血であり、利用料金は10円ないし20円……日本人及び朝鮮人女性については2円ないし3円であった」という[106][107]。
- 近年、日本軍兵士の月給が24円程度だった中、慰安所（amenities）における慰安婦（comfort girls）の料金相場が3.5〜5円だったとする、米軍による日本軍捕虜に対する審問記録が、聯合ニュースの申請により開示されている[108][109]。
- 料金は泊まり無しで2円。客の一人あたりの時間は、3分か5分、それよりかかるときは割り増し料金の規定だった（接待時間ではなく、性交労働時間だったと考えられる）。
- 古山高麗雄は、利用料金は、兵2円、下士官3円、将校は5円ではなかったかと回想している。慰安婦に気に入られようと、決められた料金以上に払う者が多かったとも[110]。
- 中国漢口では、慰安所の料金は女性の出身地によって上中下にランク分けされており、兵士の方は、階級が上であるほど、利用できる時間は長くなり、料金は割高になっていたという[111]。

## 軍と慰安所の関係
慰安所の設営などの業務に携わった第十五軍司令部管理部将校の証言によれば、慰安所は軍の系列下にあったわけではなく、家屋や食料、日用品などを軍から支給されるかわりに軍に協力したもので、軍は監督や管理はしても、慰安所に対する命令権はなかった:89。軍と経営者の間には、契約があり、軍の規定に反した場合は契約を解除されることになっていた:28。
崔吉城は、軍と慰安所の関係を「指定関係」あるいは「得意先の関係」と見て、軍の規定から「地方団体等の篤志により開設したる軍人慰安施設を言う」というのが慰安所の実態だろうとした。しかし、軍に命令権はなくとも、慰安所の経営者は軍の威光には逆らいづらく、移転〝命令〟とそれに反対する慰安婦との間で板挟みになることもあった。
憲兵として福建省の福州にいた鈴木卓四郎は、同市に駐留していた台湾師団が、直属の慰安所として援助していた慰安所に、師団と共に移動することを断られたエピソードを記している。師団が将来台湾に戻ることを予想した業者が、戦地（南支）に留まるために一軒残らず軍の誘いを断ったという。その為に同師団は、住民に対する事故が起こることを心配し、改めて慰安所を設置する為に奔走せざるを得なくなった:50,51。
占領地に慰安所を設置する場合は、部隊長が決定し、副官が主計将校などに指示してこれを行わせた。
現地軍司令部の管理部や後方参謀、兵站の慰安係、師団や連隊などの副官や主計将校、憲兵隊などが、慰安所を監督した。

### 慰安係
漢口兵站司令部で慰安係長を務めた山田清吉によると、慰安係の仕事は、料亭や食堂、慰安所の管理と、演芸や映画、慰問団の取り扱いに分かれていた。山田は司令官から、慰安係の仕事のうちで一番厄介なのは、「特殊慰安所」の監督指導だと説明されたと書き残している。
第十五軍の司令部では、管理部の将校が慰安所の管理・監督を担当していた:81-96。

### 軍医
軍医が慰安婦の性病検査（検梅）を行い、検査に合格しなければ、慰安婦の営業は認められなかった。
将兵にコンドームを使用させるなど慰安婦と将兵の公衆衛生面の管理も軍医がこれにあたった
漢口兵站司令部で軍医として慰安婦や業者らと交流する機会のあった長沢健一は、戦後その体験を『漢口慰安所』（1983年）にまとめて出版した。
軍医として中国に従軍した麻生徹男も、慰安婦や慰安所に関する写真等の資料を残した:14-19。

### 警備・憲兵隊
慰安所の警備は、軍が行った:20。
中国江西省南昌の慰安所は連隊本部の守備陣地の一隅に鉄条網で囲まれて営業しており、小野田寛郎は、軍規の維持とゲリラの奇襲攻撃を警戒するため、歩哨を引率し、慰安所の内部まで巡察して利用者数の記録を確認したと語っている:147。
憲兵隊が慰安所を管理・監督した地域もある。
チチハルに近い白城子では、憲兵隊の慰安婦係が、慰安所内を見回ったり慰安婦の検診に立ち会った他、新しい慰安婦が来ると楼主に慰安婦の名前（日本名）、本籍、本名、生年月日、両親の氏名を書類にして提出させたと、担当者が後に語っている:93-98。
憲兵は、兵士の暴力や軽蔑から慰安婦を守る役割も果たした（朴裕河）:94。

### 経営に関する統制
吉見義明は、民営であっても、軍は慰安所の経営に関し厳しく監督・統制したとしている。
業者は、慰安婦との契約内容について軍/軍政の認可を受けねばならず（馬来軍政監部の規程）、業者と慰安婦の売上高の配分比も軍が決定した。こうして決められた条件は、内地の遊郭に比べ慰安婦側にやや有利だったと、秦郁彦は述べている。
中国の広東省に駐留していた部隊では、月報の形で営業主に「営業主の収入」「慰安婦の収入」「慰安婦の商売日数」等を報告させていた。
シンガポール（昭南島）やマレー半島でも、業者は、営業収入等の情報を軍政に報告する事を義務付けられていた（「管理人の日記」「馬来監達第二九号」）。
長沢健一は、前任の兵站司令部の軍医が、業者が慰安婦を搾取する構造を是正する為に、様々なルール作りを行ったことを記している。朝鮮人業者の中には証文などの類が一切ない例もあり、女性たちも自分たちが悪条件の下に置かれていることを自覚していなかったという。山田清吉（元兵站副官）も、長沢から聞いた話として、初代の兵站司令官の下で、副官や慰安係長らが、業者によって奴隷状態に置かれていた朝鮮人慰安婦らを内地人同様に借金制度に切り替えたと書いている。
陸軍経理学校では慰安所の経営についても講義があったといわれ、陸軍経理学校を卒業した鹿内信隆は「調弁する女の耐久度とか消耗度、それにどこの女がいいとか悪いとか、それからムシロをくぐってから出て来るまでの、〝持ち時間〟 が、将校は何分、下士官は何分……といったことまで決めなければいけない（笑）。こんなことを規定しているのが『ピー屋設置要綱』というんで、これも経理学校で教わった。」と述べている。

### 便宜の供与
日本政府は、日本人女性の海外遠征売春（からゆきさん）を日本の体面を汚すものとして、新規の海外への渡航を認めない方針だったが、慰安婦については、軍が身分を保証し、渡航を容認した。
慰安所関係者は、日中戦争の際は鉄道と民間航路が利用したが、太平洋戦争ではそれが難しく、関係者は、軍の船舶司令部に頼むなどして軍の統制下にある船に便乗した。
軍が業者の為に建物を提供するのは一般的だった:20:497
。その為に軍は建物を接取したり、新たに建設した。工事には、兵士があたった。
慰安婦の帰国の為の船便も軍が用意したが、米軍の攻撃が激しくなると、帰国出来なくなる女性も少なくなかった。
吉見義明は、業者が慰安婦に払う前借金を、軍が肩代わりしたケースも少なくないと推測している:135。

### 規則
慰安所に関する規則は、軍が制定した。

## 規則
慰安所の管理・運営方針を規定した現地軍の公文書のうち、以下の三つは、原文が残されている。国連人権委員会のクマラスワミ報告書も、こうした規則をもって「『慰安婦』を正しく扱うべく十分な注意が払われている」と認めている。ただしクマラスワミは、逆にこうした規則は「（日本の）有罪を示す証拠」だと結論づけている。
1. 馬来軍政監（シンガポール）の「慰安施設及旅館営業取締規程」
2. マニラ兵站司令部の「在マニラ認可飲食店・慰安所規則」
3. マンダレー駐屯地司令部（ビルマ）の「駐屯地慰安所規定」

この他にも、各部隊が定めた慰安所の利用規定が残されている。

### マンダレーの慰安所規定
1938年5月26日付のマンダレーの駐屯地慰安所規定によれば、「慰安婦の他出に際しては、経営者の証印ある他出証を携行せしむるものとす」 とあり、料金時間は下兵30分、他に「慰安所における軍人軍属など使用者の守るべき注意事項」として、「過度の飲酒者は遊興せざること」「従業員（慰安婦を含む）に対し粗暴の振る舞いをなさざること」「サック」を必ず使用し確実に洗浄を行い性病予防を完全ならしむること」「違反者は慰安所の使用停止のみならず、会報に載せられ、その部隊の使用停止につながりうる」 と決められていた。不当な行為は報告するよう指示されており、秦郁彦は、兵士の暴力や業者の搾取から慰安婦を保護しようとする配慮が感じられるとしている。

## 当事国以外からの証言
シンガポールの初代首相となったリー・クアンユーは、シンガポールを占領した日本軍が、西洋人の邸宅の空き家を利用して慰安所を開設したのを目撃している。塀の外には100人から200人の兵隊が列を作って順番を待っており、日本人と朝鮮人の女性が兵士にサービスするために従軍して来たと聞いたという。リーは、日本軍がこのような問題に対して実用的かつ現実的な処理の仕方をすると思ったという:40。

## 産業慰安所
太平洋戦争中の炭鉱や軍需産業の周辺には、朝鮮人労働者向けに企業が指定あるいは設置した遊郭があり、これらは、「産業慰安所」「事業場慰安所」などと呼ばれる事がある:40-47:142-145。こうした慰安所では、企業が料金を決定し、炭鉱医や町医が性病検査を行っていた。企業の金券が利用されることもあった:143,144。「強制連行」された朝鮮人労働者の為に「『強制手段』により連行」された朝鮮人女性が働いていたとする見解もあるが（林博史）:143、炭鉱周辺にはもともと遊郭があり、戦時中は「特殊飲食店」などと名を変え、日本人女性や朝鮮人女性が働いていた:34,41。

### 松代大本営
戦争末期の松代大本営の建設工事でも、工事に携わる朝鮮人労働者の為に慰安所が設置された:7,8:140,141。
警察が借り上げた建物で慰安所を経営していたのは、朝鮮人の夫婦で、夫婦が朝鮮人慰安婦を松代に連れて来た:141。利用者はもっぱら現場頭など上層の朝鮮人で、日本人の軍人は利用しなかったという:8。

## 慰安婦問題
90年代に入り、韓国挺身隊問題対策協議会や日本弁護士連合会の戸塚悦朗が国連に日本軍性奴隷問題として問題提起してから国際的に注目され:30,34、国連人権委員会に「強姦所」として報告されていた時期もある。1998年、国連人権委員会に取り上げられた「マクドゥーガル報告書」では日本軍の慰安所を「rape center（強姦所）」としているが、この報告書の事実認識を含め「アジア女性基金」ではこれを批判している。
2009年になると、欧米の研究者の間からも、慰安婦は当時の公娼と変わらず、慰安所を強姦所などと呼ぶ事に反対する意見が出てきた。
研究者の間では、日本軍の慰安所を、当時の遊里（遊廓）と変わらないという見解（秦郁彦ら）と、奴隷状態に置かれた慰安婦が強制的に売春させられていたという見解（吉見義明ら）がある。韓国政府は、ウェブサイト上で、日本軍の慰安所を、女性が強引に閉じ込められ性的に搾取された場所と解説し、ここで慰安婦は日本の軍人たちに強制的に性的暴行を受けたとしている。

## 脚註